# Harry Melges
Harry « Buddy » Melges est un skipper américain né le 26 janvier 1930 à Elkhorn (Wisconsin) et mort le 18 mai 2023.

## Carrière
Harry Melges obtient une médaille de bronze dans la catégorie des Flying Dutchman des Jeux olympiques d'été de 1964 à Tokyo. Huit ans plus tard, lors des Jeux olympiques d'été de 1972 à Munich, il remporte le titre olympique dans la catégorie des Soling.